# Huella de flujo

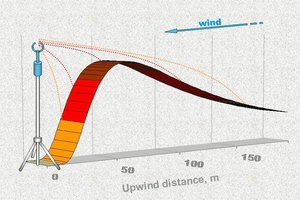
Concepto general de la huella de flujo

Se denomina huella de flujo (también conocida como huella de flujo atmosférico o simplemente huella) al área situada a barlovento de un instrumento de medición, en la que se genera el flujo atmosférico registrado por este último. Específicamente, el término huella de flujo describe un área a barlovento "vista" por los instrumentos que miden los flujos verticales turbulentos, de modo que los instrumentos registran el transporte de calor, vapor de agua, gases y cantidad de movimiento generado en esta área. Otro término utilizado con frecuencia, dominio ("fetch" en inglés), suele referirse a la máxima distancia desde la torre de medición hasta el límite de la huella.

## Visualización del concepto
Considérese un instrumento que mide un flujo de agua (evapotranspiración) a unos pocos metros sobre la superficie en una situación sin viento. En tal caso, el instrumento mediría la evapotranspiración generada justo debajo de la ubicación del instrumento, impulsada hacia arriba mediante un intercambio mayoritariamente no turbulento.
En una situación con viento fuerte, el viento alejaría el aire que se encuentra debajo del instrumento. El viento traería aire generado en algún lugar a contraviento y ascendería en gran medida debido al intercambio turbulento. Entonces, la huella del flujo de agua estaría justo debajo del instrumento en el primer caso, y en algún lugar contra el viento en el segundo caso.
En la imagen adyacente, cuanto más oscuro es el color rojo, mayor contribución proviene del área de la superficie a cierta distancia del instrumento. La mayor parte de la contribución no suele proceder de debajo del instrumento ni de kilómetros de distancia, sino de algún punto intermedio. El tamaño y la forma de la huella también es un área dinámica que cambia con el tiempo.

## Fundamentos matemáticos

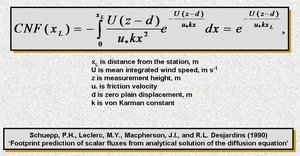
Representación matemática de la huella

El transporte atmosférico puede considerarse como un modelo de transporte lagrangiano. En tal caso, la huella es el área de contribución acumulativa a la medición del flujo calculada a partir de soluciones analíticas de la ecuación de difusión. Por ejemplo, para condiciones casi neutrales, la representación matemática de la huella de flujo sería la que se ve en la imagen de arriba.

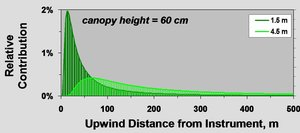
Contribución relativa de la superficie del terreno al flujo para dos alturas de medición diferentes con estabilidad casi neutral

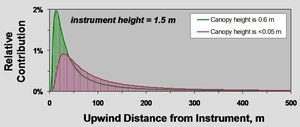
Contribución relativa del área de la superficie del terreno al flujo para dos rugosidades superficiales diferentes en estabilidad casi neutral

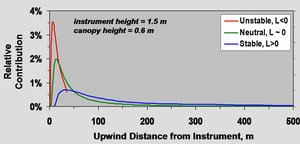
Contribución relativa de la superficie del terreno al flujo para dos casos diferentes de estabilidad térmica

## Principales factores que afectan la huella de flujo
Tres factores principales que afectan al tamaño y a la forma de la huella de flujo son:
- La altura de medición
- La rugosidad del terreno
- La estabilidad térmica atmosférica

El aumento de la altura de medición, la disminución de la rugosidad de la superficie y el cambio en la estabilidad atmosférica de inestable a estable conducirían a un aumento en el tamaño de la huella y alejarían la contribución máxima que afecta a las lecturas de los instrumentos. Lo opuesto también es cierto: la disminución de la altura de medición, el aumento de la rugosidad de la superficie y el cambio en la estabilidad atmosférica de estable a inestable conducirían a una disminución del tamaño de la huella y acercarían al instrumento la zona de contribución máxima.

### Ejemplos
A la derecha se muestra un ejemplo de cómo se ve afectada la huella de flujo en los tres casos, utilizando el ejemplo del flujo de evapotranspiración (ET) real medido en praderas de Norteamérica durante la temporada de verano.
La figura superior muestra la contribución relativa de la superficie del terreno al flujo para dos alturas de medición diferentes con una estabilidad casi neutral. Téngase en cuenta que no solo la distancia al pico que contribuyó se vio afectada por la altura de medición, sino que la magnitud del pico y la distribución general de la huella también se vieron drásticamente afectadas.
La figura central muestra la contribución relativa de la superficie del terreno al flujo para dos rugosidades superficiales diferentes con una estabilidad casi neutral. El área bajo las curvas en el gráfico de arriba y en los dos gráficos de abajo suma casi el 100% de la contribución del flujo. El pequeño porcentaje restante del flujo proviene de un área más allá de los 500 m.
La figura inferior muestra la contribución relativa del área superficial del terreno al flujo para dos casos diferentes de estabilidad térmica.

## Lecturas relacionadas
- Pages 83–97 in Burba, G., and D. Anderson, 2010. A Brief Practical Guide to Eddy Covariance Flux Measurements: Principles and Workflow Examples for Scientific and Industrial Applications. (enlace roto disponible en Internet Archive; véase el historial, la primera versión y la última). LI-COR Biosciences, Lincoln, USA, 211 pp.
- Vesala, T., N. Kljun, U. Rannik, J. Rinne, A. Sogachev, T. Markkanen, K. Sabelfeld, Th. Foken and M.Y. Leclerc, 2008. Flux and concentration footprint modelling: State of the art. Environmental Pollution 152, 653-666.
- Schmid, H.P., 2002. Footprint modeling for vegetation atmosphere exchange studies: a review and perspective. Agricultural and Forest Meteorology 113, 159-183.
- Aubinet, M., T. Vesala, D. Papale (Eds.), 2012. A Practical Guide to Measurement and Data Analysis. Springer, Germany, 438 pp.

- Datos: Q5463026
- Multimedia: Flux footprint / Q5463026